# El hombre de San Petersburgo
El hombre de San Petersburgo (1982) es una novela histórica del autor británico Ken Follett ambientada en el período anterior al comienzo de la Primera Guerra Mundial.

## Argumento
Un aristócrata inglés, Lord Walden, casado con una mujer de la nobleza rusa, recibe un mensaje privado del Rey de Inglaterra en el cual pide su colaboración para un asunto de vital importancia. Estamos a principios del siglo XX, justo antes de la explosión de la Primera Guerra Mundial y de la Revolución Rusa. El Rey de Inglaterra y el Imperio Zarista quieren establecer misteriosos y secretos pactos de alianza. La colaboración se realiza a través del Príncipe Orlov que se encuentra en Londres para entrevistarse con el prometedor político Winston Churchill. Por razones de seguridad este encuentro debe ser lo más privado posible. A pesar de ello, un anarquista conoce de esta reunión y pretende asesinar a Orlov.
Cuando está a punto de consumar el atentado anarquista descubrirá, lleno de asombro, que la mujer que acompaña a Orlov en aquel momento no es otra que la mujer que había amado con locura en su juventud y a la cual su padre no le había permitido casarse con él.
A partir de ese momento la intriga se complica hasta que el asesino recupera parte de su amor perdido y cumpliendo su terrible misión política entreverá al mismo tiempo su irremediable soledad como ser humano.

## Personajes
Feliks Kschesinkski:  Anarquista ruso que está decidido a evitar que el Zar envie a los jóvenes campesinos rusos a una guerra innecesaria contra Alemania, descubre que para evitarlo es necesario matar al príncipe Orlov (Aleksi).
Charlotte Walden:  Una joven inglesa, que a través del proceso de madurez ve cambiar todo su mundo, y al conocer la historia de la sufragistas, que pedían el voto para las mujeres,  descubre que no todo es como sus padres le habían contado.
Lydia Walden: Mujer de Lord Walden y antigua amante de un joven anarquista ruso, Feliks, descubre la pasión a través de él, pero al descubrir su secreto su padre la obliga a casarse con un joven, Stephen Walden, que acababa de conocer.
Stephen Walden: Un Lord que descubre que su familia oculta más secretos de los que él pensaba; Es el encargado por el Rey de negociar el acuerdo de cooperación contra Alemania con los rusos.
Aleksei Orlov o príncipe Orlov: Es el enviado por el Zar para negociar el acuerdo con los ingleses. Lo une una estrecha relación con la familia Warlen.
- Datos: Q2276991